# 约翰·克尔 (物理学家)
约翰·克尔（英語： FRS 1824年12月17日—1907年8月15日）是一位苏格兰物理学家、电光学先驱。为纪念他的贡献，由他发现的物质在外电场作用下光学性质发生变化的效应被称为克尔效应。

## 生平与贡献
1824年，约翰·克尔生于苏格兰阿德罗森。1841年至1846年间他在格拉斯哥上学，1849年时在位于爱丁堡的苏格兰自由教会神学院学习。从1857年开始，他回到位于格拉斯哥的自由教会培训学院教授数学课程。1907年克尔在格拉斯哥去世，享年82岁。
约翰·克尔最重要的贡献是在1875年发现了静电场下固体和液体电介质的双折射现象，即克尔效应。发生克尔效应时，介质中寻常光与非寻常光的折射率差值与电场强度平方成正比例关系。克尔还证明了外部磁场也对物质产生类似的效果，即磁光克尔效应。后来，物理学家在这一基础上，使用激光中的电场实现了交流克尔效应。
克尔的实验中使用的“克尔盒（Kerr cell）”是一种充满具有较强克尔效应介质的容器。通过改变施加于介质的电场，可以改变光在其中的传播特性。由于克尔效应中，介质对电场的响应时延很小，因此这种方法可以用于实现高速快门和电光调制（用电信号调制透过介质的光信号）。1928年，卡若勒斯和米特尔施泰特（英語：Mittelstaedt）两人利用克尔效应完成了 10 MHz 的电光调制和较高精度的测量。在此之前，电光调制只能在 10 kHz 左右进行。克尔的原始克尔盒是一个玻璃块，现代的克尔盒则更常用液体如硝基苯填充。
另外，克尔还是英國早期的米制支持者。

## 荣誉
- 格拉斯哥大学荣誉法学博士（1864年）
- 皇家学会会士（1890年）
- 皇家学会皇家獎章（1898年）
- 列于公费名录（英语：Civil list）（1902年）

## 延伸阅读
- Obituaries:
  - The Times, 19 August 1907, 12c
  - k., C. G. . Nature. 1907-10-03, 76 (1979): 575–576. Bibcode:1907Natur..76..575C. doi:10.1038/076575a0.
- Gray, Robert C. . Nature. 1935-08-17, 136 (3433): 245–247  [2018-11-11]. Bibcode:1935Natur.136..245G. doi:10.1038/136245a0. （原始内容存档于2012-10-26）.
- Green, G.; Lloyd, J. T. . Glasgow: University of Glasgow. 1970: 55–56. ISBN 0-85261-016-5.

See also Green, George. . American Journal of Physics. March 1972, 40 (3): 496–497. Bibcode:1972AmJPh..40..496G. doi:10.1119/1.1986598.
- Kerr, John (1867) An Elementary Treatise on Rational Mechanics, William Hamilton (publisher)
- Steele, R. rev. Anita McConnell (2004) "Kerr, John (1824–1907) （页面存档备份，存于）", Oxford Dictionary of National Biography, Oxford University Press. Retrieved 19 June 2005 需要订阅或英国公共图书馆会员资格
- Weinberger, P.  (PDF). Philosophical Magazine Letters. 2008, 88 (12): 897–907. Bibcode:2008PMagL..88..897W. doi:10.1080/09500830802526604. （原始内容 (PDF)存档于2011-07-18）.